# Complesso monastico di Suor Orsola Benincasa
Il complesso monastico di Suor Orsola Benincasa è tra i più vasti complessi architettonici di Napoli; si estende su di una superficie di 33000 m² e si erge nel centro storico, in via Suor Orsola 10.
La struttura, in realtà, è una vera e propria abbazia di grandi dimensioni, caratterizzata da due monasteri fondati tra il XVI e il XVII secolo, da due chiese, chiostri e i giardini pensili.

## La fondatrice del complesso: suor Orsola Benincasa
Orsola Benincasa (Napoli, 21 ottobre 1547) è stata una religiosa e mistica napoletana, fondatrice delle romite e delle oblate dell'Immacolata Concezione (oggi, suore teatine).
Tra le più rilevanti figure cittadine del tempo, la si può individuare tra i maggiori esponenti della Napoli controriformata. Ricordiamo che Napoli fu la prima città in Italia in cui nacquero, seppur disorganizzate e ignorate dai governi, le prime forme letterarie di intolleranza al clima culturale che seguì la controriforma.
Come già accennato, la suora fu al centro di numerose esperienze mistiche e proprio a seguito di una di esse, nel maggio del 1582 venne ricevuta in udienza a Frascati da papa Gregorio XIII, al quale comunicò di aver ricevuto da Dio l'incarico di trasmettergli un messaggio di riforma per tutta la Chiesa. Venne quindi fatta esaminare da una commissione, di cui facevano parte Giulio Antonio Santorio e Filippo Neri, che riconobbe le sue virtù.
La suora, in seguito, fu propensa ad esprimere una religiosità militante ed autonoma che le istituzioni della Chiesa riuscirono solo col tempo a ricondurre entro i limiti consentiti: l'autorità ecclesiastica, infatti, fu costretta a dichiarare "laico" il suo ritiro, e a sottoporlo ai controlli di un ordine religioso maschile.
Quando il controllo venne affidato ai teatini, questi, proposero alla mistica di affiancare alle oblate un ordine di severa clausura, in modo che diventasse il "braccio" femminile dell'ordine di san Gaetano.
Questo progetto, presente in uno dei testamenti di suor Orsola, fu il primo passo che comportò la costruzione di questo enorme complesso per le romite; i lavori d'innalzamento della struttura cominciarono dopo la sua morte avvenuta nel 1620.
Le virtù religiose ed eroiche di suor Orsola Benincasa furono proclamate il 7 agosto 1793 nella basilica romana di Sant'Andrea della Valle da papa Pio VI, che le attribuì il titolo di venerabile.

## Arte ed architettura

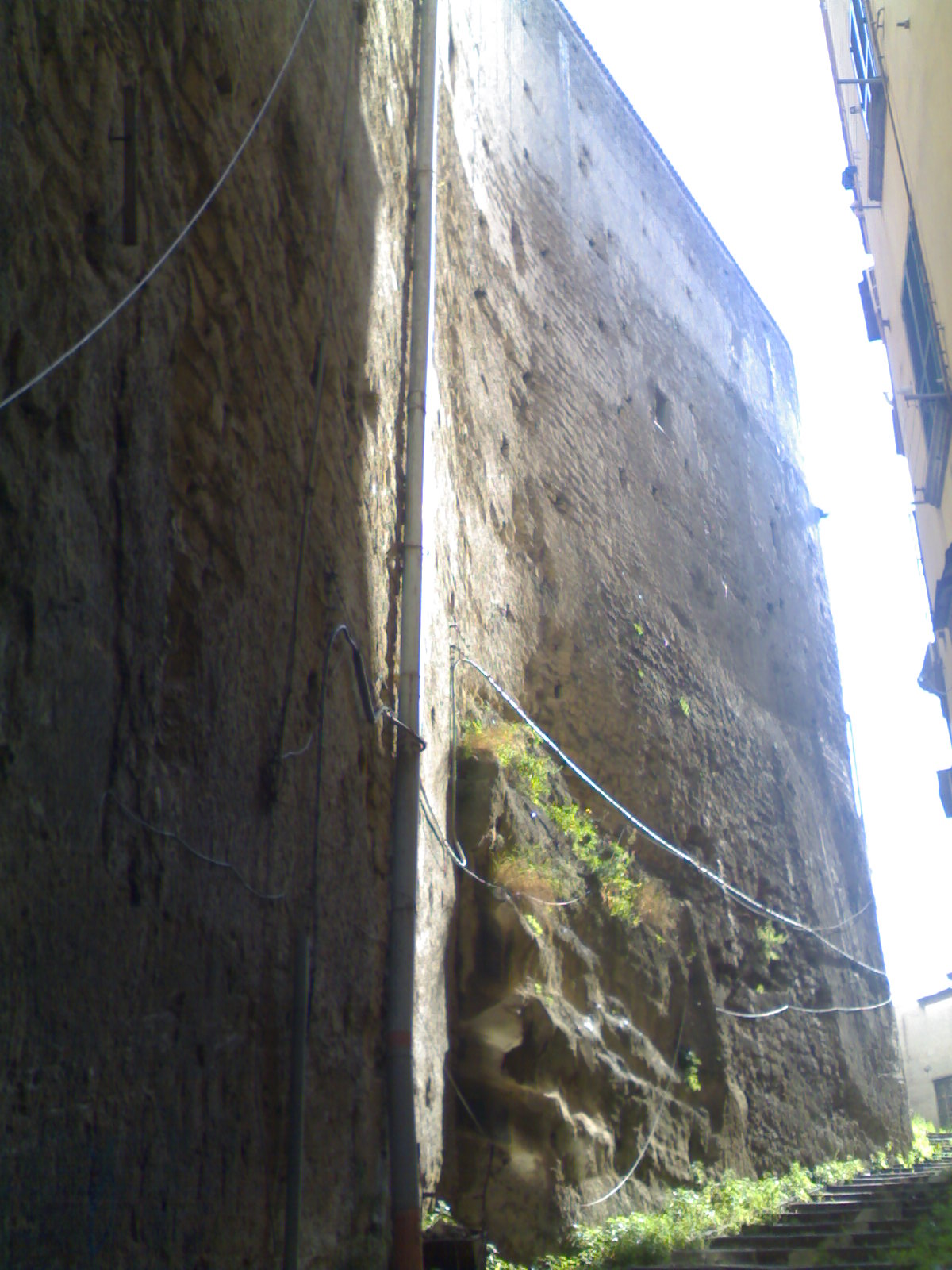
Un tratto delle mura del complesso monastico.

Il progetto architettonico prevedeva la costruzione di un complesso esternamente semplice, ma complesso nell'articolazione dei fabbricati, in quanto avrebbe dovuto tener conto della morfologia irregolare della collina sulla quale sarebbe stato costruito.
Gli spazi, ampi ed ariosi, rispettano i dettami del Concilio di Trento, lo dimostra in particolare il cuore del complesso, che, composto da tre fabbricati disposti a U, appare estremamente riservato ed è architettonicamente "nascosto" da una monumentale cinta murata, completamente in tufo ed alta 20 metri.
Il complesso, anche se oggi è sede dell'istituto universitario Suor Orsola Benincasa, esercita ancor oggi un richiamo turistico-culturale; non solo per la sua architettura, ma anche per le sue testimonianze artistiche.
Notevoli sono:
- la chiesa vecchia dell'Immacolata, fondata da Suor Orsola nel 1580 e rimaneggiata nel Settecento da Rocco Doyno. Conserva opere d'arte sia di fine '500-inizio '600 come le statue lignee tardo cinquecentesche (donate da Don Gregorio Navarro a Suor Orsola) dell'Immacolata, San Pietro e San Gregorio nelle nicchie sopra l'altare maggiore, gli affreschi attribuiti a Belisario Corenzio sulla volta di una cappella laterale e la grande pala della Madonna di Costantinopoli e Santi di Giovanni Antonio di Amato il Giovane sull'altare destro del transetto; sia opere d'arte settecentesche come gli affreschi sulla volta della navata e le tre tele per altrettante cappelle laterali di Michele Foschini e il grande affresco sulla volta del coro di Pietro Bardellino. Degno di menzione è anche il pregevole pavimento in maiolica del 1764, opera di Ignazio Chiaiese e le decorazioni in marmo pregiato che rivestono l'interno.
- la chiesa nuova dell'Immacolata (nota anche come Sala degli Angeli): sconsacrata e adibita a sala conferenze, conserva ancora le opere di un tempo, cioè l'altare maggiore e le tele di Andrea Vaccaro, Andrea Malinconico, Salvatore Mollo (allievo di Jacopo Cestaro) e Santillo Sannini (seguace dello Stanzione).
- La Raccolta d'arte della fondazione Pagliara con opere di artisti come: El Greco, Claude Lorrain, Luca Giordano, Bernardo Cavallino, Andrea Vaccaro, Giuseppe Bonito, Angelica Kauffmann e altri.
- Il piccolo museo storico dell'Istituto che espone arredi e opere d'arte che una volta ornavano gli ambienti privati del monastero; in esso spiccano l'Andata al Calvario firmata da Jusepe de Ribera, la Liberazione di San Pietro di Giuseppe Marullo e il Cristo Morto ligneo di Giacomo Colombo.
- Il giardino del claustro e il giardino dei cinque continenti.

## Altre immagini

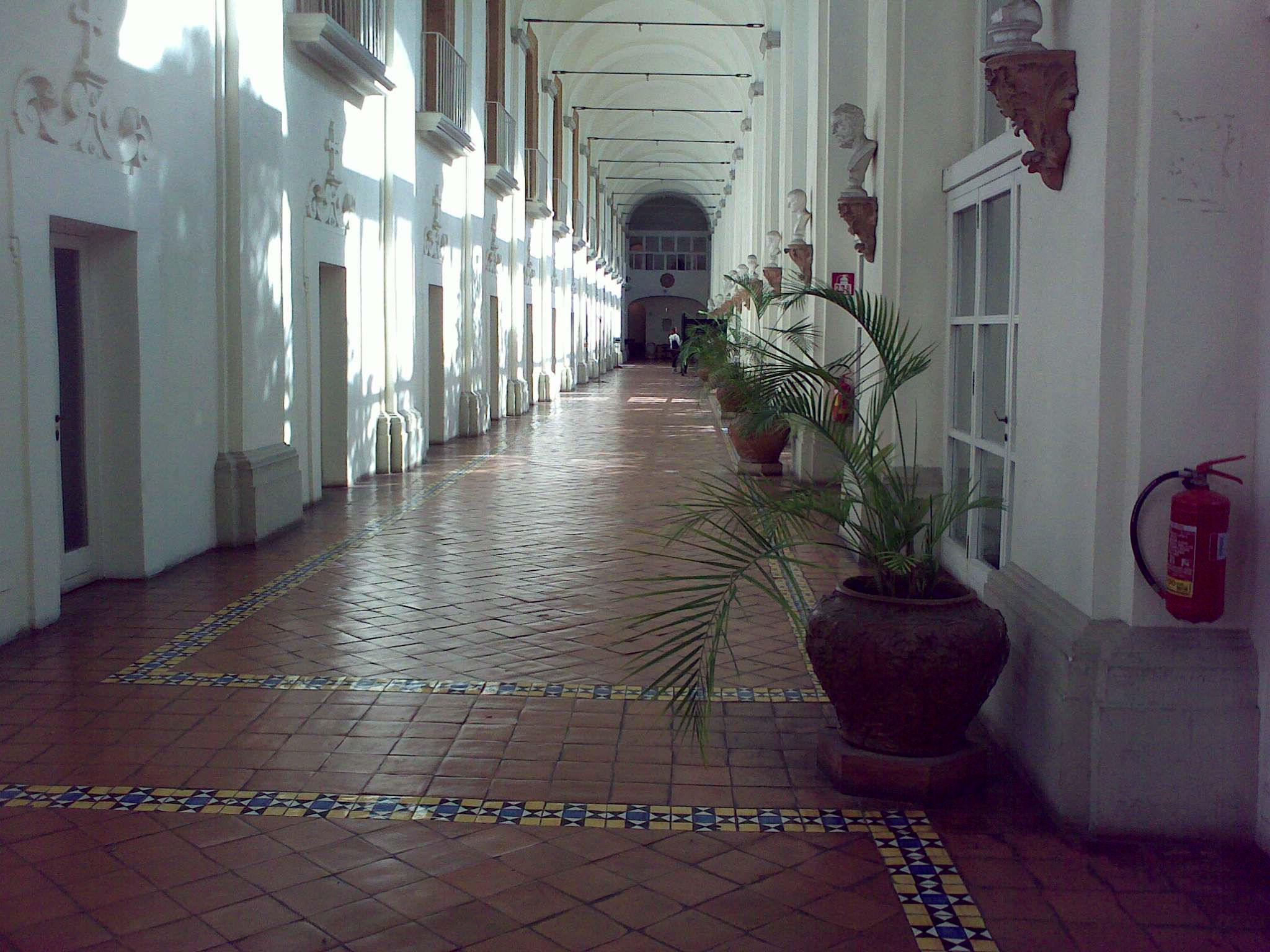
Il Claustro